# Arabski Superpuchar
Arabski Superpuchar (arab. كأس السوبر العربية, ang. Arab Super Cup) – coroczne klubowe rozgrywki piłkarskie dla zdobywców i finalistów Arabskiego Pucharu Mistrzów Klubowych i Arabskiego Pucharu Zdobywców Pucharów organizowane przez UAFA (ang. UAFA – Union of Arab Football Associations, fr. UAFA – Union des Associations de Football Arabe) w latach 1992-2001.

## Historia
Zapoczątkowany został w 1992 roku przez UAFA jako Arabski Superpuchar. W rozgrywkach uczestniczyły zespoły, które zdobyli w poprzednim sezonie Arabski Puchar Mistrzów Klubowych lub Puchar Zdobywców Pucharów oraz finaliści tych rozgrywek. W turnieju 1992 uczestniczyło 4 drużyny: Wydad Casablanca (zdobywca Pucharu Mistrzów), Al-Hilal (Rijad) (finalista Pucharu Mistrzów), CO Casablanca (zdobywca Pucharu Zdobywców Pucharów) i Arab Contractors SC (finalista Pucharu Zdobywców Pucharów). Czwórka najlepszych zespołów systemem kołowym rozegrała miejsca na podium. Pierwszym zwycięzcą został Wydad Casablanca.
II i III edycja nie odbyła się.
W 2001 została rozegrana ostatnia edycja Pucharu, tak jak potem rozgrywki o Arabski Puchar Zdobywców Pucharów zostały połączone z Arabskim Pucharem Mistrzów Klubowych i przekształcone na Turniej księcia Faysala bin Fahada, a później na Arabską Ligę Mistrzów.

## Finały
| Rok            |                     | Zwycięzca           | Wynik                | Finalista                          |                | Stadion        | Widzów |
|                | Arabski Superpuchar | Arabski Superpuchar | Arabski Superpuchar  |                                    |                |                |        |
| -------------- | ------------------- | ------------------- | -------------------- | ---------------------------------- | -------------- | -------------- | ------ |
| 1992 Szczegóły | Wydad Casablanca    | format ligowy       | Al-Hilal (Rijad)     | Stade Mohamed V, Casablanca        |                |                |        |
| 1993           | nie rozgrywano      | nie rozgrywano      | nie rozgrywano       | nie rozgrywano                     | nie rozgrywano | nie rozgrywano |        |
| 1994           | nie rozgrywano      | nie rozgrywano      | nie rozgrywano       | nie rozgrywano                     | nie rozgrywano | nie rozgrywano |        |
| 1995 Szczegóły | Al-Szabab Rijad     | format ligowy       | Al-Hilal (Rijad)     | Stadion Króla Fahda, Rijad         |                |                |        |
| 1996 Szczegóły | ES Sahel            | format ligowy       | Al-Riyadh SC         | Stade El Menzah, Tunis             |                |                |        |
| 1997 Szczegóły | Al-Ahly Kair        | format ligowy       | Olympique Khouribga  | Stade Mohamed V, Casablanca        |                |                |        |
| 1998 Szczegóły | Al-Ahly Kair        | format ligowy       | Club Africain Tunis  | Stade El Menzah, Tunis             |                |                |        |
| 1999 Szczegóły | MC Oran             | format ligowy       | Al-Jaish SC Damaszek | Stadion Abbasijjin, Damaszek       |                |                |        |
| 2000 Szczegóły | Al-Szabab Rijad     | format ligowy       | Al-Faisaly Amman     | Amman International Stadium, Amman |                |                |        |
| 2001 Szczegóły | Al-Hilal (Rijad)    | format ligowy       | An-Nassr             | Stadion Abbasijjin, Damaszek       |                |                |        |

## Klasyfikacja medalowa
| Miejsce | Kraj             | Klub                 | Zwycięzca | Finalista | Razem | Lata zwycięstw | Lata porażek |
| ------- | ---------------- | -------------------- | --------- | --------- | ----- | -------------- | ------------ |
| 1.      | Arabia Saudyjska | Al-Szabab Rijad      | 2         | 0         | 2     | 1995, 2000     |              |
| .       | Egipt            | Al-Ahly Kair         | 2         | 0         | 2     | 1997, 1998     |              |
| 3.      | Arabia Saudyjska | Al-Hilal (Rijad)     | 1         | 2         | 3     | 2001           | 1992, 1995   |
| 4.      | Maroko           | Wydad Casablanca     | 1         | 0         | 1     | 1992           |              |
| .       | Tunezja          | ES Sahel             | 1         | 0         | 1     | 1996           |              |
| .       | Algieria         | MC Oran              | 1         | 0         | 1     | 1999           |              |
| 7.      | Arabia Saudyjska | Al-Riyadh SC         | 0         | 1         | 1     |                | 1996         |
| .       | Maroko           | Olympique Khouribga  | 0         | 1         | 1     |                | 1997         |
| .       | Tunezja          | Club Africain Tunis  | 0         | 1         | 1     |                | 1998         |
| .       | Syria            | Al-Jaish SC Damaszek | 0         | 1         | 1     |                | 1999         |
| .       | Jordania         | Al-Faisaly Amman     | 0         | 1         | 1     |                | 2000         |
| .       | Arabia Saudyjska | An-Nassr             | 0         | 1         | 1     |                | 2001         |

## Osiągnięcia krajowe
| Miejsce | Kraj             | Zwycięzca | Finalista | Razem |
| ------- | ---------------- | --------- | --------- | ----- |
| 1.      | Arabia Saudyjska | 3         | 4         | 7     |
| 2.      | Egipt            | 2         | 0         | 2     |
| 3.      | Tunezja          | 1         | 1         | 2     |
| .       | Maroko           | 1         | 1         | 2     |
| 5.      | Algieria         | 1         | 0         | 1     |
| 6.      | Jordania         | 0         | 1         | 1     |
| .       | Syria            | 0         | 1         | 1     |